# Женская сборная Германии по волейболу
Женская национальная сборная Германии по волейболу (нем. Deutsche Volleyballnationalmannschaft der Frauen) — представляет Германию на международных соревнованиях по волейболу. Управляющей организацией выступает Немецкий волейбольный союз (Deutscher Volleyball Verband — DVV) .

## История
Вскоре после объединения Германии в 1991 году произошло слияние волейбольных федераций двух немецких государств — ГДР (Deutscher Sportverband Volleyball der DDR — DSVB) и ФРГ (Deutscher Volleyball Verband — DVV) — в единый Немецкий волейбольный союз. Тогда же была образована и женская волейбольная сборная объединённой Германии, в том же году принявшая участие в прошедшем в конце сентября — начале октября в Италии чемпионате Европы. В своём первом матче на турнире 28 сентября в Бари немецкая команда обыграла сборную Румынии со счётом 3:1. В дальнейшем в своей группе сборная Германии заняла второе место, выйдя в полуфинал, где уступила сборной СССР 0:3, но в матче за «бронзу» переиграла команду Италии 3:1. 3-е место не гарантировало немецким волейболисткам участие в Олимпиаде-1992, так как по итогам чемпионата Европы на олимпийский волейбольный турнир квалифицировались только две команды.
Говоря о составе объединённой сборной Германии следует отметить, что подавляющее большинство игроков в ней (9 из 12) составили волейболистки, выступавшие ранее за сборную ГДР, которая на протяжении четырёх предшествующих чемпионатов Европы неизменно становилась победителем (1983 и 1987) или серебряным призёром (1985 и 1989). Наиболее выдающимися игроками из этой когорты были двукратные чемпионки Европы А.Радфан, М.Арльт, У.Штеппин (Ольденбург), Г.Науман (Йенсен), чемпионка континента С.Ламе. Главным тренером сборной Германии назначен прежний наставник сборной ГДР Зигфрид Кёлер. Сборная ФРГ за всё время участия в европейских первенствах ни разу не входила в число призёров.
В 1994 году сборная Германии дебютировала на мировом первенстве, проходившем в Бразилии. Немецкие волейболистки дошли до четвертьфинала, где уступили сборной Кубы, бесспорному лидеру мирового женского волейбола 1990-х годов. В утешительных матчах немки обыграли команды Китая и США и заняли итоговое 5-е место.
В январе 1996 года на проходившем в Бремене европейском олимпийском отборочном турнире команда Германии стала первой, опередив сборные России, Нидерландов и Хорватии, и обеспечила себе участие в том же году в Олимпийских играх. Сам же олимпийский дебют для немецкой сборной сложился неудачно. Одержав лишь две победы в 6 проведённых матчах, Германия стала только 8-й.
В 1997 году в сборной произошло значительное обновление состава. Из прежних волейболисток бывшей сборной ГДР в национальной немецкой команде осталась только С.Ламе. Всё это не замедлило негативно сказаться на результатах. На Евро-97 сборная Германии даже не смогла выйти из предварительной группы, из 5 сыгранных матчей проиграв в 4-х. Та же участь ждала немецких волейболисток и на чемпионате мира 1998, где они проиграли все три матча группового раунда. После этого главный тренер Кёлер покинул свой пост.
В 1999 году новым наставником сборной Германии назначен корейский специалист Ли Хи Ван. Под его руководством молодая немецкая национальная команда вновь вошла в число сильнейших на европейском и мировом уровне. Лидирующие позиции в сборной заняли такие игроки как Т.Харт, К.Черлих, А.Грюн, Х.Пахале, К.Бенеке, А.Буагаа, К.Радцувайт и другие. В 1999 Германия дошла до полуфинала чемпионата Европы, через год стала 6-й на Олимпиаде в Сиднее, в 2002 выиграла «бронзу» Гран-при, а в 2003 после 12-летнего перерыва стала призёром европейского первенства, завоевав бронзовые медали. Правда между двумя последними турнирами вклинилась досадная неудача на домашнем первенстве мира 2002 года, где сборная Германии не смогла выйти даже в четвертьфинал.

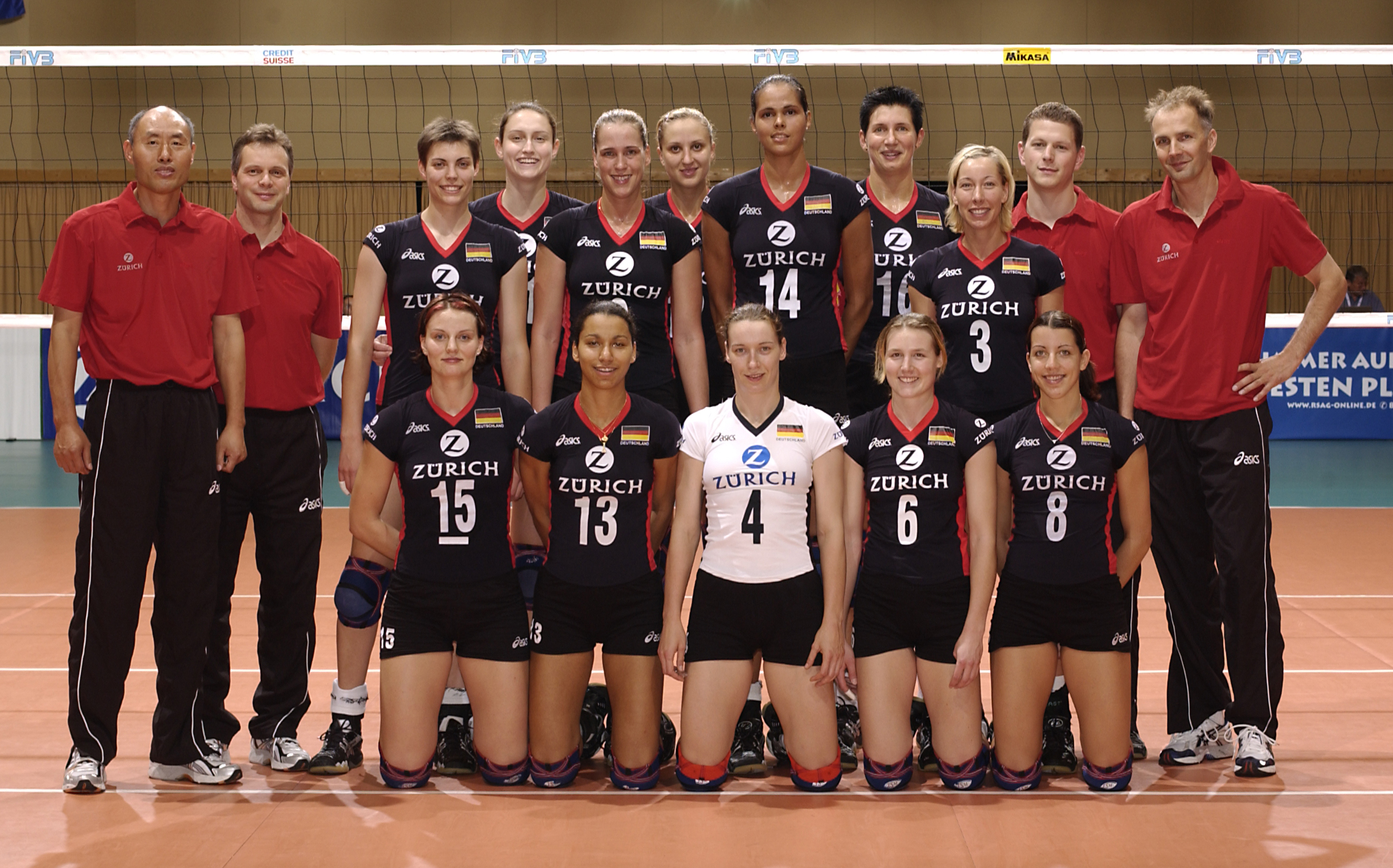
Сборная Германии на Олимпиаде-2004.

После некоторого подъёма результатов команды, произошедшего в 1999—2003 годах, далее в её игре начался спад. Выиграв в январе 2004 европейскую олимпийскую квалификацию, в которой приняли участие все ведущие сборные Европы, на самой Олимпиаде в Афинах сборная Германии оказалась за бортом турнира уже после предварительной стадии. Через год на чемпионате Европы немки также не смогли выйти из группы. Лишь 11-е место на мировом первенстве 2006 года привело к переменам в тренерском штабе национальной команды Германии. На посту наставника сборной Ли Хи Вана сменил итальянский тренер Джованни Гуидетти.

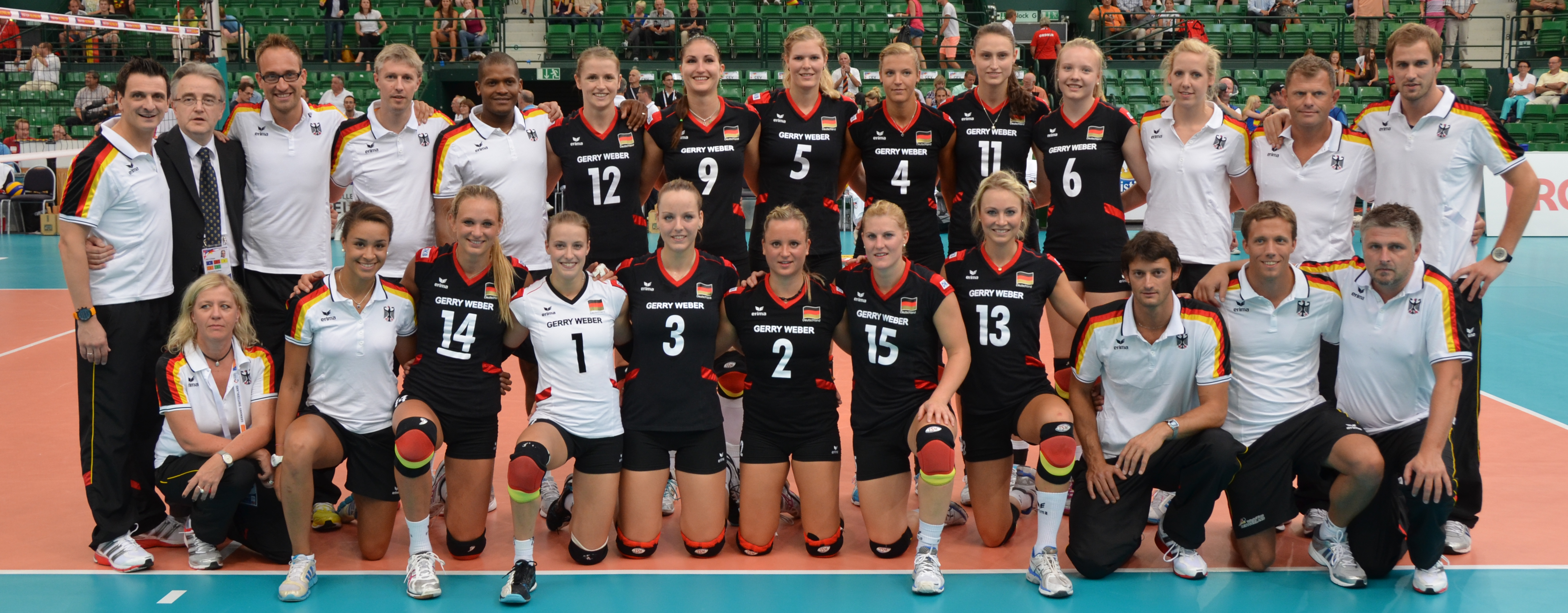
Сборная Германии — серебряный призёр чемпионата Европы 2013.

Под руководством нового тренера сборная Германии на протяжении нескольких лет значительно обновила свой состав. На ведущие роли в ней вышли К.Вайсс, К.Фюрст, М.Козух, К.Сушке, Х.Байер, М.Бринкер, М.Апитц, Л.Томсен, Л.Дюрр. Лучшими результатами немецкой национальной команды после 2006 года стали серебряные медали чемпионатов Европы 2011 и 2013, «бронза» Гран-при 2009 и победа в Евролиге 2013. К неудачам следует, прежде всего отнести непопадание сборной Германии на Олимпийские игры 2008 и 2012.
В 2015 году главным тренером женской сборной Германии являлся итальянский специалист Лючано Педулла, сменивший на этом посту другого итальянца — Джованни Гуидетти. Сезон-2015 под руководством нового наставника не принёс национальной команде успехов — на Гран-при немецкие волейболистки остановились в шаге от попадания в финальный этап (7-е место), а на чемпионате Европы и Европейских играх выбыли из борьбы на четвертьфинальной стадии. В ноябре того же года Педулла ушёл в отставку. Новым главным тренером национальной команды назначен Феликс Козловски, ранее на протяжении ряда лет работавший ассистентом Гуидетти в тренерском штабе сборной Германии.
Сезон 2017 года сборная Германии провела в значительно обновлённом составе. Не привлекались в национальную команду многие лидеры прошлых лет, в числе которых такие как Фюрст, Вайсс, Козух, Байер, Апитц, Сушке, Ханке, Брандт, Томсен, Хиппе. Уверенно квалифицировавшись в число участников чемпионата мира 2018, на чемпионате Европы немецкие волейболистки дошли до четвертьфинала, где уступили хозяйке европейского первенства — сборной Азербайджана — 0:3. 

## Результаты выступлений и составы

### Олимпийские игры
- 1992 — не квалифицировалась
- 1996 — 8-е место
- 2000 — 6-е место
- 2004 — 9—10-е место
- 2008 — не квалифицировалась
- 2012 — не квалифицировалась
- 2016 — не квалифицировалась
- 2020 — не квалифицировалась
- 2024 — не квалифицировалась

- 1996: Сусанне Ламе, Таня Харт, Констанс Радфан, Сильвия Ролл, Уте Штеппин, Карин Хорнингер, Инес Пианка, Кристина Шульц, Клаудия Вильке, Нэнси Селис, Грит Науман, Ханка Пахале. Тренер — Зигфрид Кёлер.
- 2000: Сусанне Ламе, Беатрис Дёмеланд, Таня Харт, Керстин Черлих, Сильвия Ролл, Кристина Бенеке, Аня-Надин Питрек, Кристина Шульц, Юдит Флемиг, Ханка Пахале, Ангелина Грюн, Юдит Сильвестер. Тренер — Ли Хи Ван.
- 2004: Таня Харт, Керстин Черлих, Юлия Шлехт, Корнелия Думлер, Кристина Бенеке, Кристиане Фюрст, Олеся Кулакова, Атика Буагаа, Кати Радцувайт, Ангелина Грюн, Юдит Сильвестер, Биргит Тумм. Тренер — Ли Хи Ван.

### Чемпионаты мира
- 1994 — 5-е место
- 1998 — 13—16-е место
- 2002 — 10—12-е место
- 2006 — 11-е место
- 2010 — 7-е место
- 2014 — 9—10-е место
- 2018 — 11—12-е место
- 2022 — 15-е место

- 1994: Сусанне Ламе, Констанс Радфан, Сильвия Ролл, Жаклин Ридель, Уте Штеппин, Карин Хорнингер, Инес Пианка, Кристина Шульц, Клаудия Вильке, Яна Фоллмер, Нэнси Селис, Грит Науман, Карин Стейарт. Тренер — Зигфрид Кёлер.
- 1998: Ханка Пахале, Беатрис Дёмеланд, Таня Харт, Керстин Черлих, Сильвия Ролл, Нэнси Селис, Иоганна Райнинк, Кристина Бенеке, Юдит Флемиг, Сусанне Ламе, Ангелина Грюн, Клаудия Вильке. Тренер — Зигфрид Кёлер.
- 2002: Беатрис Дёмеланд, Таня Харт, Керстин Черлих, Сильвия Ролл, Яна Мюллер, Атика Буагаа, Олеся Кулакова, Кати Радцувайт, Ангелина Грюн, Юдит Сильвестер, Биргит Тумм, Верена Вех. Тренер — Ли Хи Ван.
- 2006: Атика Буагаа, Катлин Вайсс, Таня Харт, Керстин Черлих, Кристина Бенеке, Корнелия Думлер, Кристиане Фюрст, Катрин Шлютер, Ангелина Грюн, Маргарета Козух, Биргит Тумм, Корина Сушке. Тренер — Джованни Гуидетти.
- 2010: Ленка Дюрр, Катлин Вайсс, Денизе Ханке, Керстин Черлих, Саския Гиппе, Кати Радцувайт, Корина Сушке, Анне Маттес, Кристиане Фюрст, Хайке Байер, Маргарета Козух, Марен Бринкер. Тренер — Джованни Гуидетти.
- 2014: Ленка Дюрр, Катлин Вайсс, Луиза Липпман, Марен Бринкер, Дженнифер Гертис, Дженнифер Петтке, Штефани Карг, Кристиане Фюрст, Хайке Байер, Маргарета Козух, Лиза Томсен, Вибке Зигле, Лаура Вайхенмайер, Марен Апитц. Тренер — Джованни Гуидетти.
- 2018: Ленка Дюрр, Пиа Кестнер, Денизе Ханке, Марен Фромм, Яна-Франциска Поль, Дженнифер Гертис, Кимберли Древнёк, Лена Штигрот, Луиза Липпман, Барбара-Роксана Вецорке, Анна Погани, Леони Швертман, Ивана Ваньяк, Лиза Грюндинг. Тренер — Феликс Козловски.
- 2022: Пиа Кестнер, Анна Погани, Корина Глаб, Дженнифер Яниска (Гертис), Кимберли Древнёк, Лина Альсмайер, Лена Штигрот, Ханна Ортман, Саския Хиппе, Мари Шёльцель, Элиза Лохман, Лаура Эмонтс, Камилла Вайтцель, Моник Штруббе. Тренер — Витал Хейнен.

### Кубок мира
- 1991 — 9-е место
- 1995 — не квалифицировалась
- 1999 — не квалифицировалась
- 2003 — не квалифицировалась
- 2007 — не квалифицировалась
- 2011 — 6-е место
- 2015 — не квалифицировались
- 2019 — не квалифицировались

- 2011: Ленка Дюрр, Катлин Вайсс, Керстин Черлих, Ангелина Грюн, Берит Кауффельдт, Корина Сушке, Анне Маттес, Кристиане Фюрст, Саския Хиппе, Маргарета Козух, Марен Бринкер, Лиза Томсен, Регина Бурхардт, Марен Апитц. Тренер — Джованни Гуидетти.

### Гран-при
| - 1993 — 8-е место - 1994 — 10-е место - 1995 — 8-е место - 1996 — не участвовала - 1997 — не участвовала - 1998 — не участвовала - 1999 — не участвовала - 2000 — не участвовала - 2001 — 8-е место - 2002 — 3-е место - 2003 — 7—8-е место - 2004 — 6-е место - 2005 — 10-е место | - 2006 — не квалифицировалась - 2007 — не участвовала - 2008 — 8-е место - 2009 — 3-е место - 2010 — 9-е место - 2011 — 13-е место - 2012 — 7-е место - 2013 — 11-е место - 2014 — 11-е место - 2015 — 7-е место - 2016 — 12-е место - 2017 — 14-е место (3-е во 2-м дивизионе) |

- 2002: Беатрис Дёмеланд, Керстин Черлих, Сильвия Ролл, Юлия Шлехт, Яна Мюллер, Олеся Кулакова, Атика Буагаа, Кати Радцувайт, Ангелина Грюн, Юдит Сильвестер, Биргит Тумм, Верена Вех. Тренер — Ли Хи Ван.
- 2009: Катлин Вайсс, Денизе Ханке, Керстин Черлих, Хайке Байер, Берит Кауффельдт, Анне Маттес, Кристиане Фюрст, Сара Петрауш, Сабрина Росс, Марен Бринкер, Маргарета Козух, Корина Сушке. Тренер — Джованни Гуидетти.

### Лига наций
- 2018 — 11-е место
- 2019 — 10-е место
- 2021 — 10-е место
- 2022 — 10-е место
- 2023 — 8-е место
- 2024 — 13-е место
- 2025 — 7-е место

- 2018: Ленка Дюрр, Пиа Кестнер, Денизе Ханке, Марен Фромм, Яна-Франциска Поль, Дженнифер Гертис, Дженнифер Петтке, Кимберли Древнёк, Лена Штигрот, Луиза Липпман, Ханна Ортман, Магдалена Грика, Мари Шёльцель, Барбара-Роксана Вецорке, Анна Погани, Леони Швертман, Ивана Ваньяк, Лиза Грюндинг, Денизе Имоуду. Тренер — Феликс Козловски.
- 2019: Ленка Дюрр, Пиа Кестнер, Денизе Ханке, Сельма Хетман, Яна-Франциска Поль, Дженнифер Гертис, Кимберли Древнёк, Неле Барбер, Лена Штигрот, Луиза Липпман, Ханна Ортман, Денизе Имоуду, Мари Шёльцель, Линда Бок, Анна Погани, Леони Швертман, Лиза Грюндинг, Натали Вильчек, Элиза Лохман. Тренер — Феликс Козловски.

### Чемпионаты Европы
| - 1991 — 3-е место - 1993 — 5-е место - 1995 — 4-е место - 1997 — 9—10-е место - 1999 — 4-е место - 2001 — 10—12-е место - 2003 — 3-е место - 2003 — 3-е место - 2005 — 11—12-е место | - 2007 — 5—6-е место - 2009 — 4-е место - 2011 — 2-е место - 2013 — 2-е место - 2015 — 5—8-е место - 2017 — 5—8-е место - 2019 — 5—8-е место - 2021 — 9—16-е место - 2023 — 9—16-е место |

- 1991: Ариане Радфан, Майке Арльт, Сусанне Ламе, Брит Видеман, Инес Пианка, Кристина Шульц, Уте Штеппин, Констанс Радфан, Карин Стейарт, Силке Ягер, Ренате Рик, Михаэла Лукнер. Тренер — Зигфрид Кёлер.
- 2003: Таня Харт, Керстин Черлих, Юлия Шлехт, Корнелия Думлер, Кристина Бенеке, Аника Шульц, Кристиане Фюрст, Олеся Кулакова, Атика Буагаа, Кати Радцувайт, Ангелина Грюн, Юдит Сильвестер. Тренер — Ли Хи Ван.
- 2011: Ленка Дюрр, Катлин Вайсс, Керстин Черлих, Ангелина Грюн, Берит Кауффельдт, Корина Сушке, Анне Маттес, Кристиане Фюрст, Саския Хиппе, Маргарета Козух, Марен Бринкер, Лиза Томсен, Регина Бурхардт, Марен Апитц. Тренер — Джованни Гуидетти.
- 2013: Ленка Дюрр, Катлин Вайсс, Денизе Ханке, Марен Бринкер, Аня Брандт, Дженнифер Гертис, Яна-Франциска Полл, Корина Сушке, Кристиане Фюрст, Хайке Байер, Саския Хиппе, Маргарета Козух, Лиза Томсен, Лиза Искьердо. Тренер — Джованни Гуидетти.
- 2015: Ленка Дюрр, Катлин Вайсс, Марен Бринкер, Дженнифер Гертис, Дженнифер Петтке, Берит Кауффельдт, Лена Штигрот, Хайке Байер, Маргарета Козух, Лиза Томсен, Аня Брандт, Вебке Силге, Лаура Вайхенмайер, Марен Апитц. Тренер — Лючано Педулла.
- 2017: Ленка Дюрр, Ирина Кеммсис, Денизе Ханке, Марен Фромм, Яна-Франциска Поль, Дженнифер Гертис, Дженнифер Петтке, Кимберли Древнёк, Лена Штигрот, Луиза Липпман, Мари Шёльцель, Анна Погани, Тина Гроссер, Леони Швертман. Тренер — Феликс Козловски.
- 2019: Пиа Кестнер, Денизе Ханке, Яна-Франциска Поль, Дженнифер Гертис, Кимберли Древнёк, Лина Альсмайер, Лена Штигрот, Луиза Липпман, Мари Шёльцель, Линда Бок, Анна Погани, Ивана Ваньяк, Камилла Вайтцель, Лиза Грюндинг. Тренер — Феликс Козловски.
- 2021: Линда Бок, Пиа Кестнер, Денизе Имоуду, Дженнифер Яниска (Гертис), Кимберли Древнёк, Лина Альсмайер, Лена Штигрот, Луиза Липпман, Ханна Ортман, Мари Шёльцель, Леа Амброзиус, Анна Погани, Камилла Вайтцель, Моник Штруббе. Тренер — Феликс Козловски.

### Евролига
В розыгрышах 2009—2012, 2015—2024 сборная Германии участия не принимала.
- 2013 —  1-е место
- 2014 —  2-е место

- 2013: Ленка Дюрр, Катлин Вайсс, Денизе Ханке, Марен Бринкер, Аня Брандт, Корина Сушке, Кристиане Фюрст, Хайке Байер, Саския Хиппе, Маргарета Козух, Лиза Томсен, Дженнифер Гертис. Тренер — Джованни Гуидетти.

### Европейские игры
- 2015 — 5—8-е место

### Монтрё Волей Мастерс
- 2014 —  1-е место
- 2017 —  2-е место

## Состав
Сборная Германии в соревнованиях 2024 года (Лига наций, квалификация чемпионата Европы)
| №  | Имя, фамилия      | Год рождения | Рост | Амплуа      | Клуб                        |
| -- | ----------------- | ------------ | ---- | ----------- | --------------------------- |
| 2  | Пиа Кестнер       | 1998         | 182  | связующая   | «Мегабокс» Валлефолья       |
| 3  | Анни Сезар        | 1997         | 172  | либеро      | «Омаха» — LOVB              |
| 4  | Анна Погани       | 1994         | 170  | либеро      | «Хьюстон» — LOVB            |
| 6  | Антония Штауц     | 1993         | 180  | нападающая  | «Альянц-МТВ» Штутгарт       |
| 8  | Кимберли Древнёк  | 1997         | 188  | нападающая  | «Омаха» — LOVB              |
| 9  | Лина Альсмайер    | 2000         | 189  | нападающая  | «Игор Горгондзола» Новара   |
| 10 | Лена Штигрот      | 1994         | 184  | нападающая  | «Куробе Акуа Фейрис» Куробе |
| 13 | Эмилия Веске      | 2001         | 188  | нападающая  | «Трентино» Тренто           |
| 14 | Мари Шёльцель     | 1997         | 188  | центральная | «Рома» Рим                  |
| 15 | Роми Ятцко        | 2000         | 187  | нападающая  | «Мюлуз Эльзас» Мюлуз        |
| 16 | Анастасия Цекулеф | 2003         | 191  | центральная | «Барточчини» Перуджа        |
| 18 | Леана Грозер      | 2007         | 183  | нападающая  | «Шверинер-Палмберг» Шверин  |
| 20 | Лена Киндерман    | 1999         | 190  | нападающая  | «Пэ д’Э» Венель             |
| 21 | Камилла Вайтцель  | 2000         | 195  | центральная | «Мегабокс» Валлефолья       |
| 22 | Моник Штруббе     | 2001         | 188  | центральная | «Бергамо»                   |
| 23 | Сара Штраубе      | 2002         | 185  | связующая   | «Дрезднер» Дрезден          |
| 43 | Ханна Кон         | 2003         | 184  | связующая   | «Шверинер-Палмберг» Шверин  |

- Главный тренер — Александер Вайбль.
- Тренер — Флориан Фёлькер,  Мартин Фрюднес.

## Фотогалерея

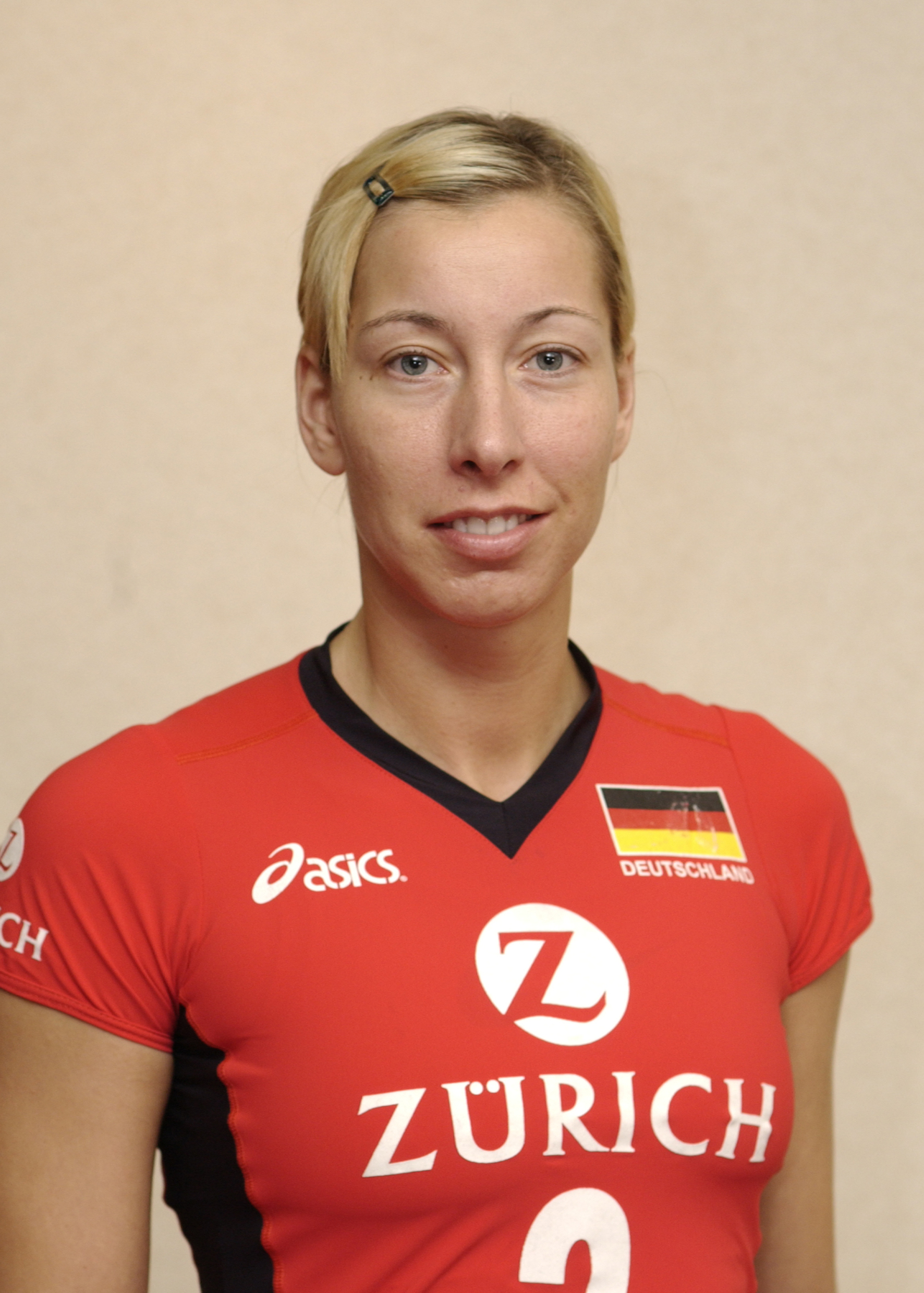
Таня Харт
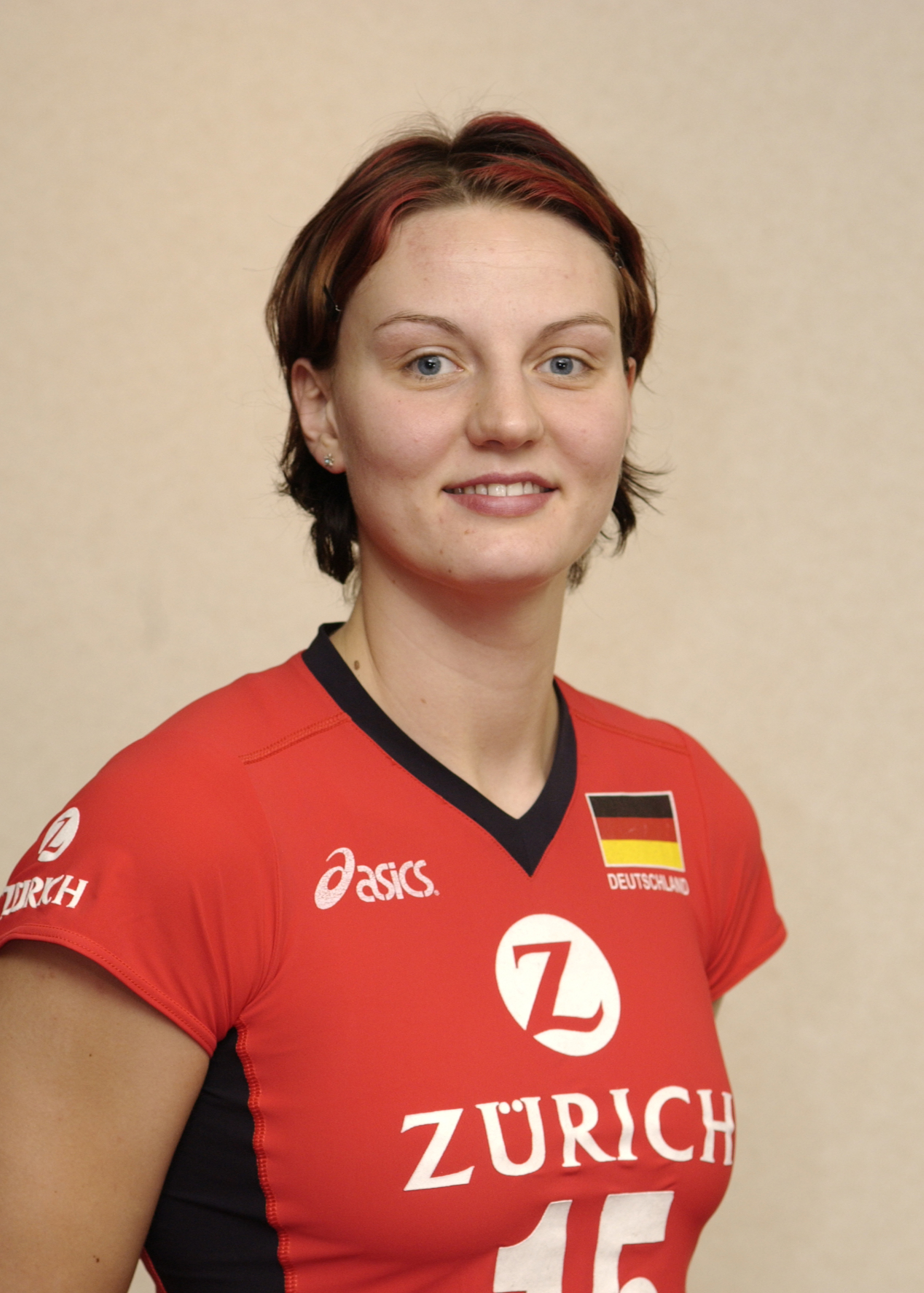
Ангелина Грюн
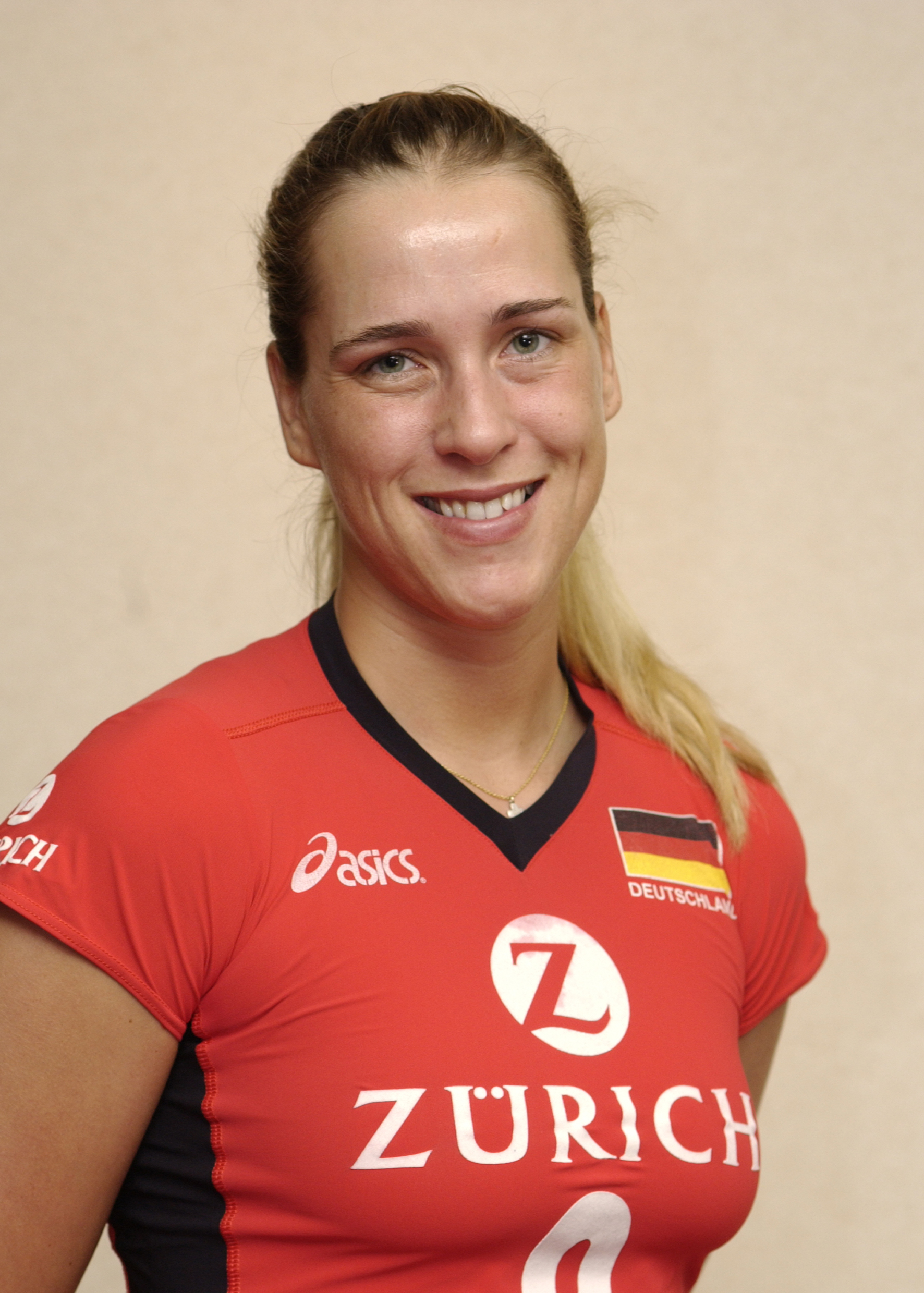
Кристина Бенеке
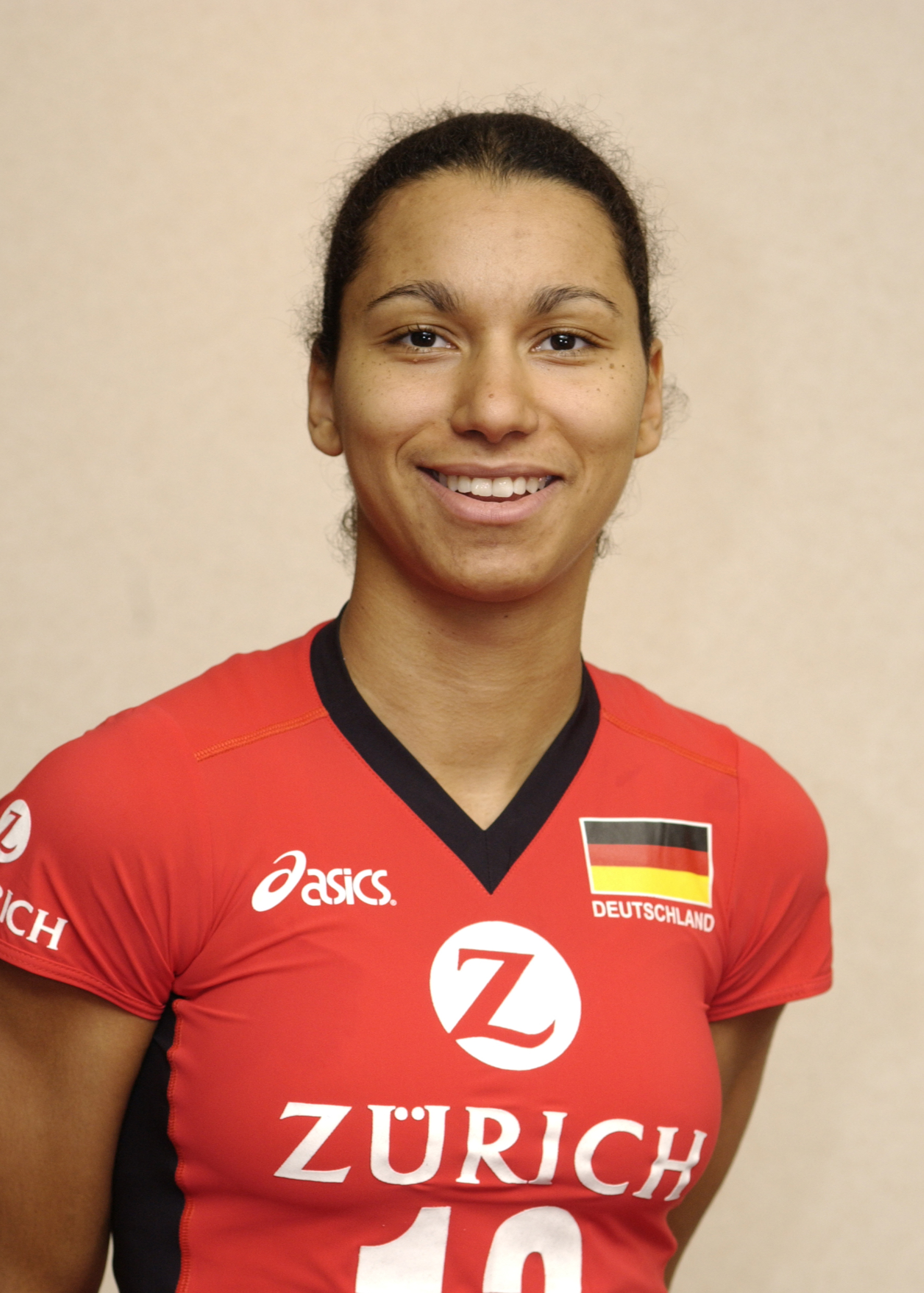
Атика Буагаа
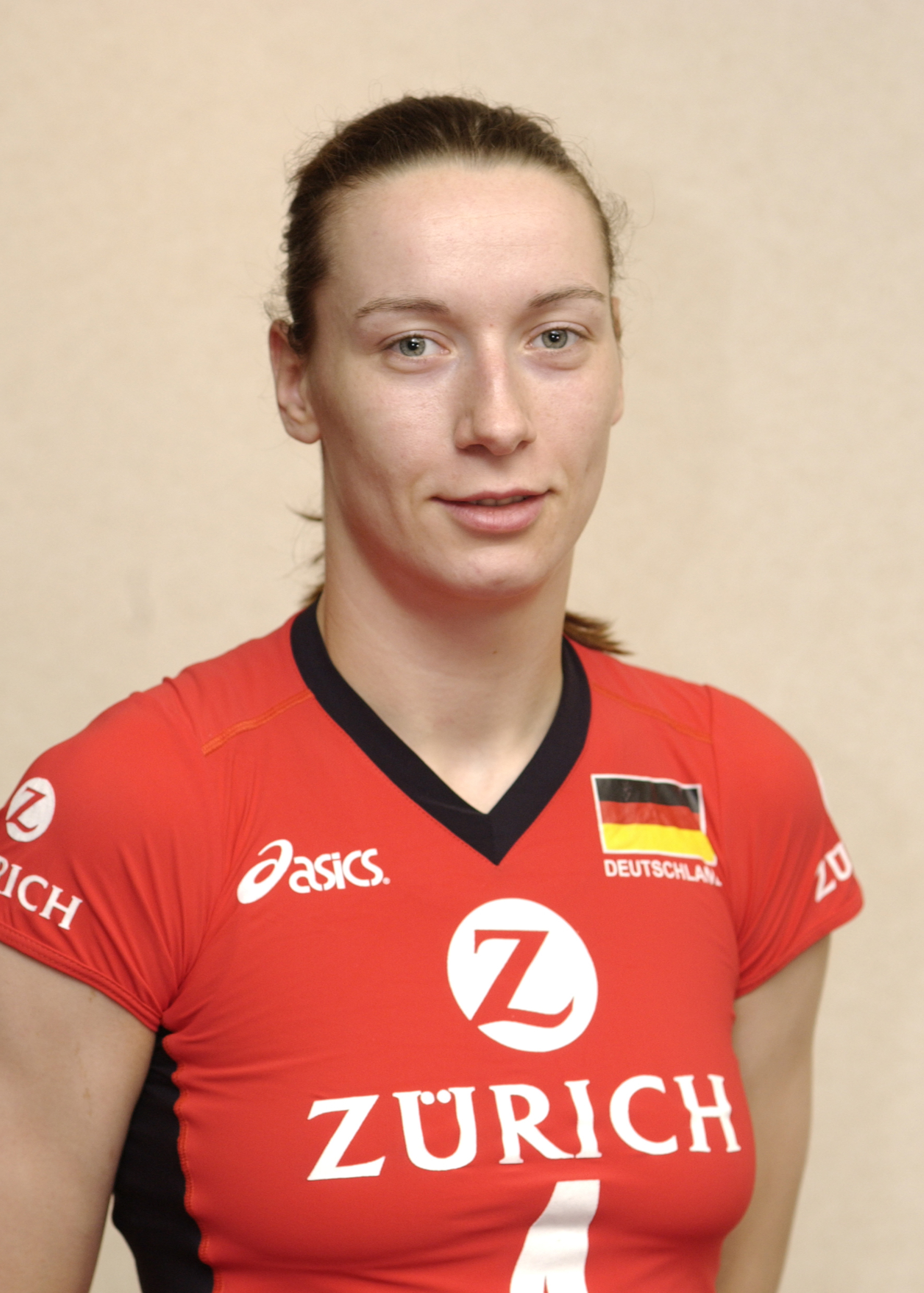
Керстин Черлих
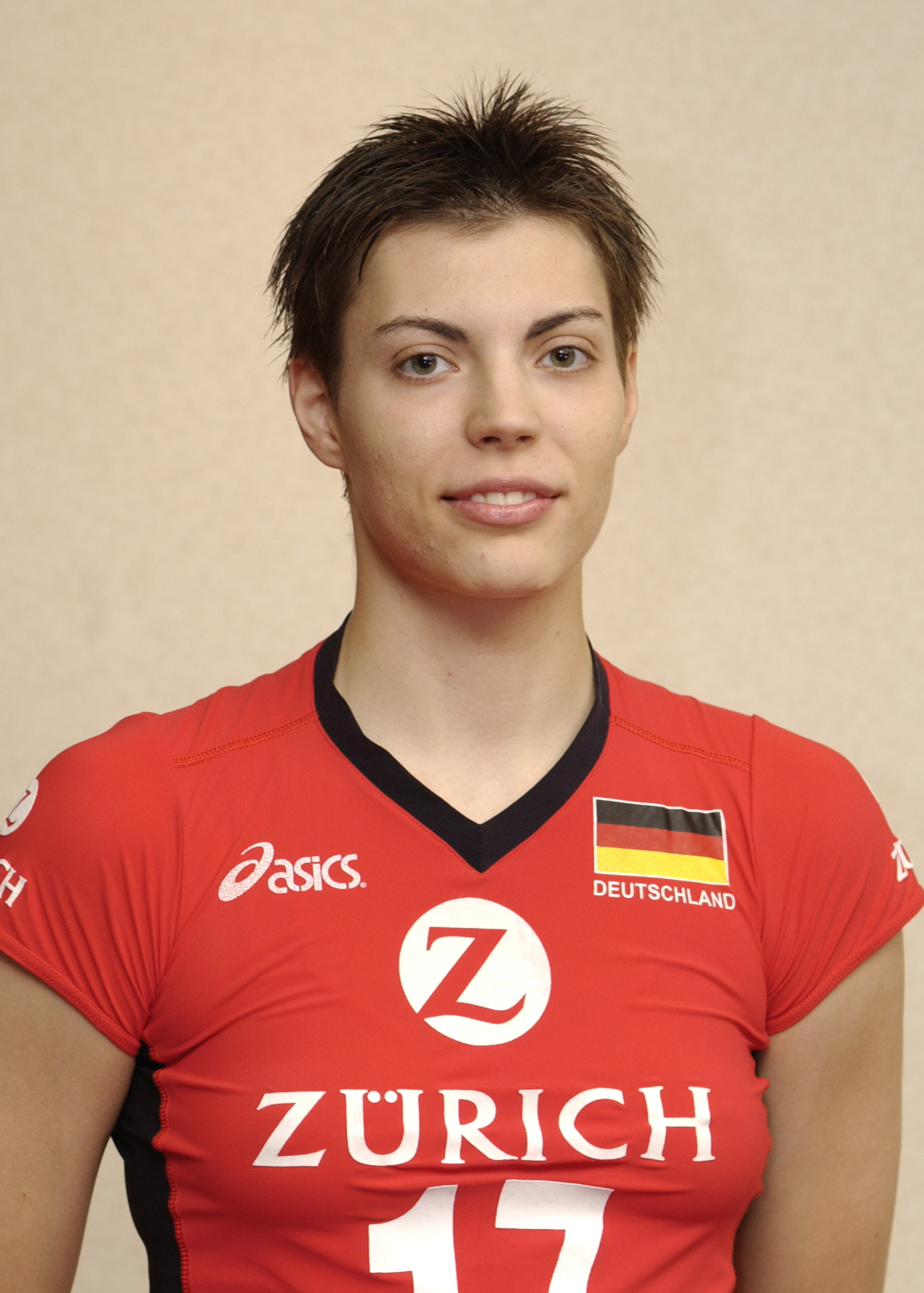
Биргит Тумм
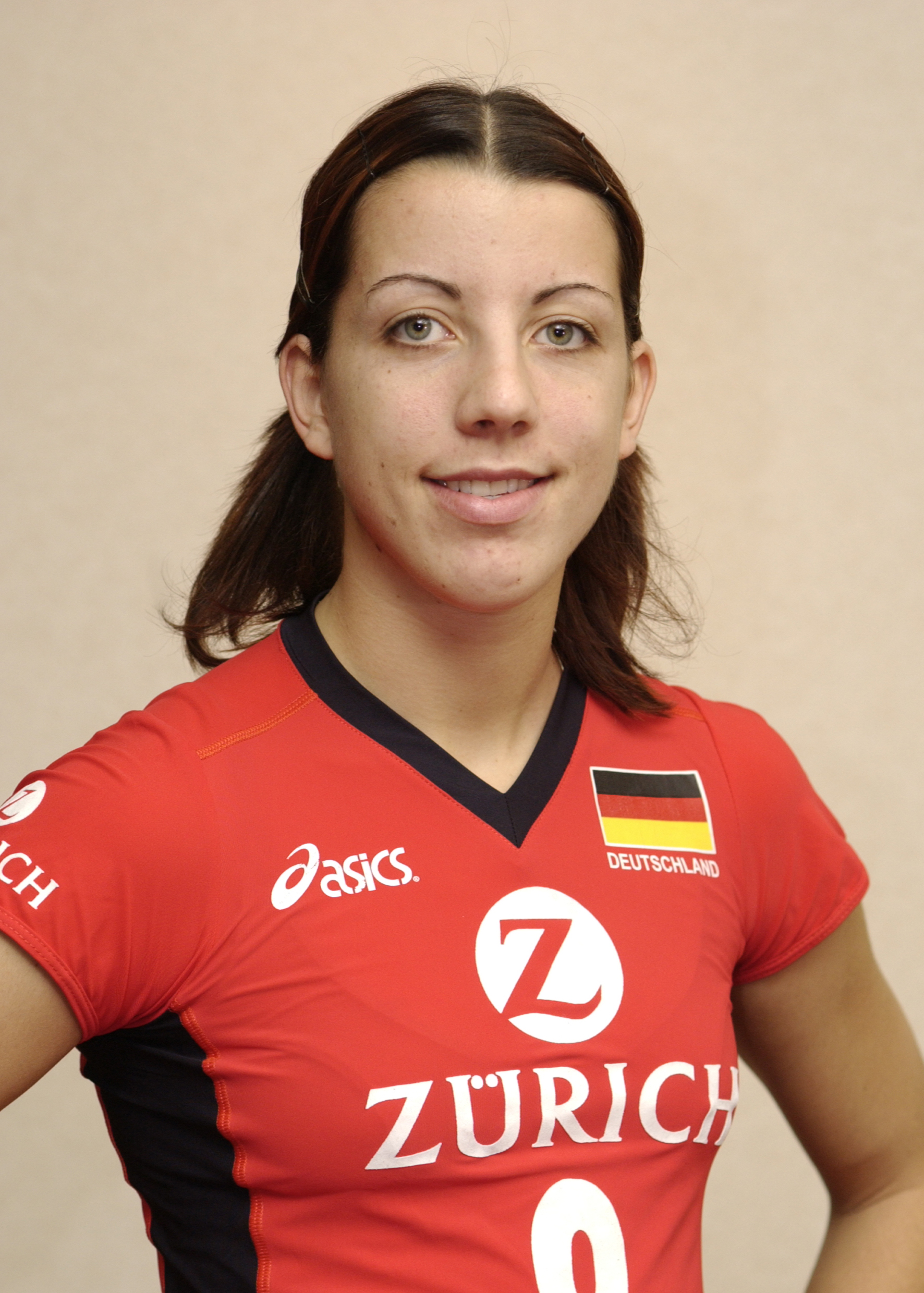
Корнелия Думлер
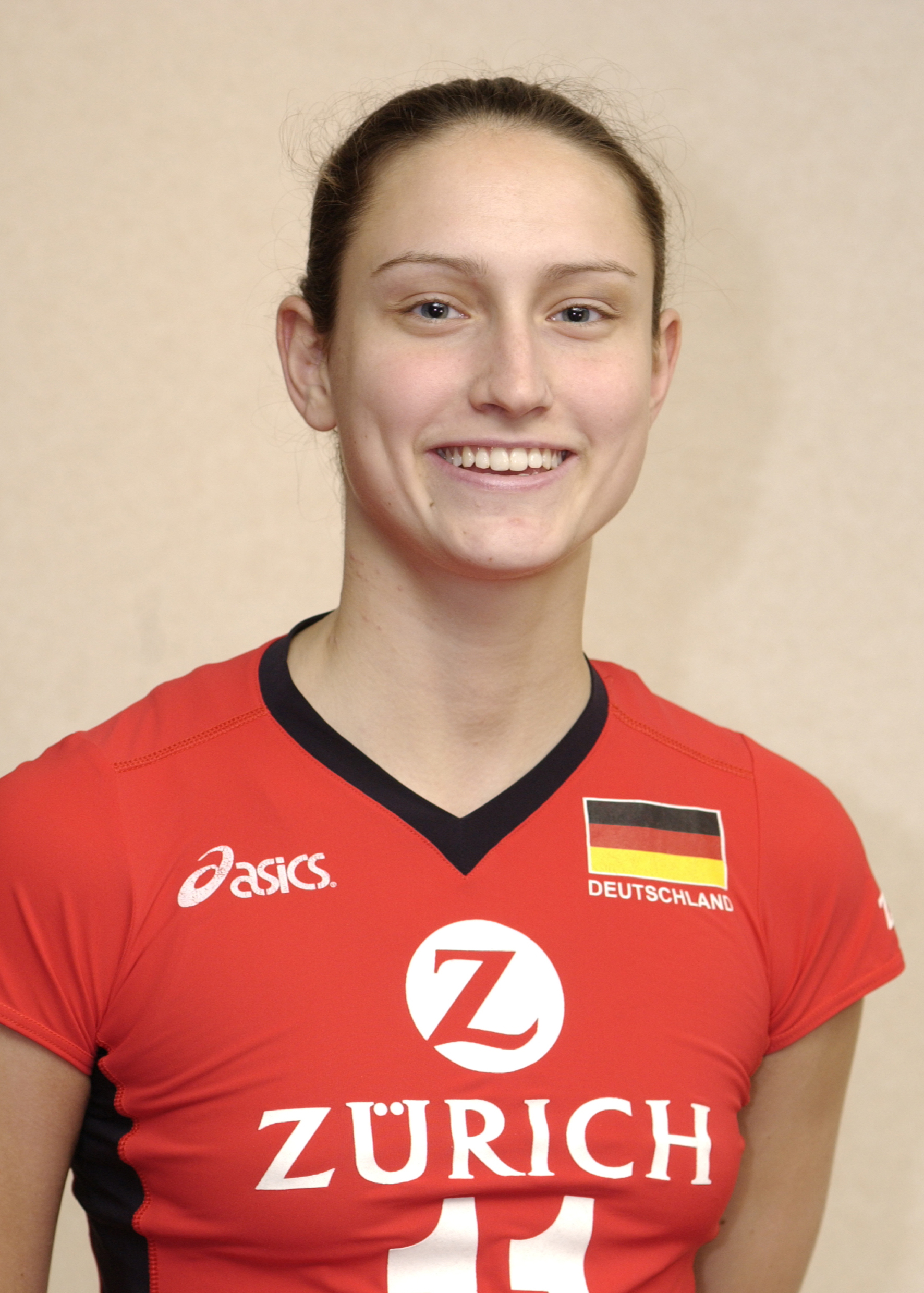
Кристиане Фюрст
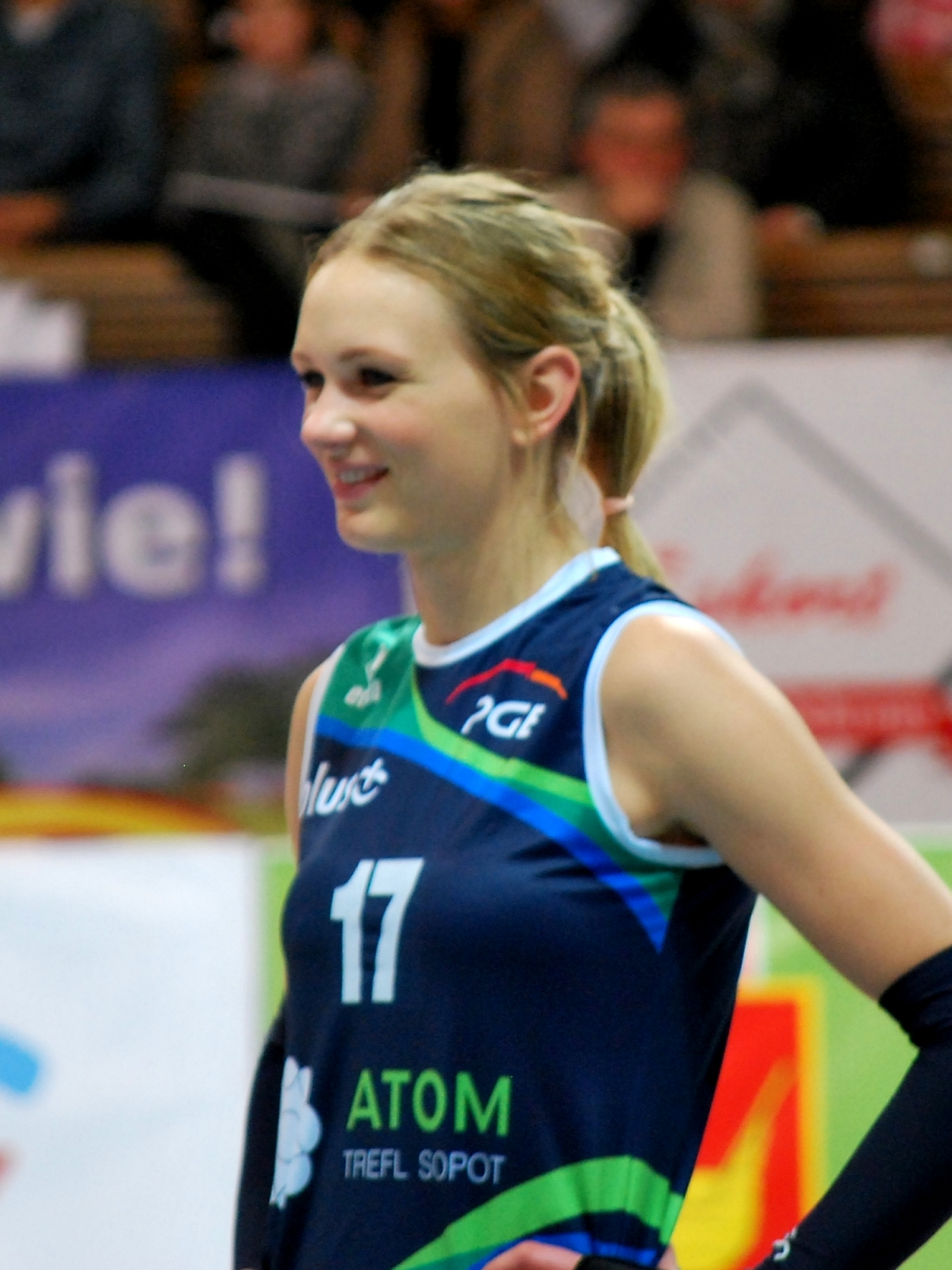
Маргарета Козух
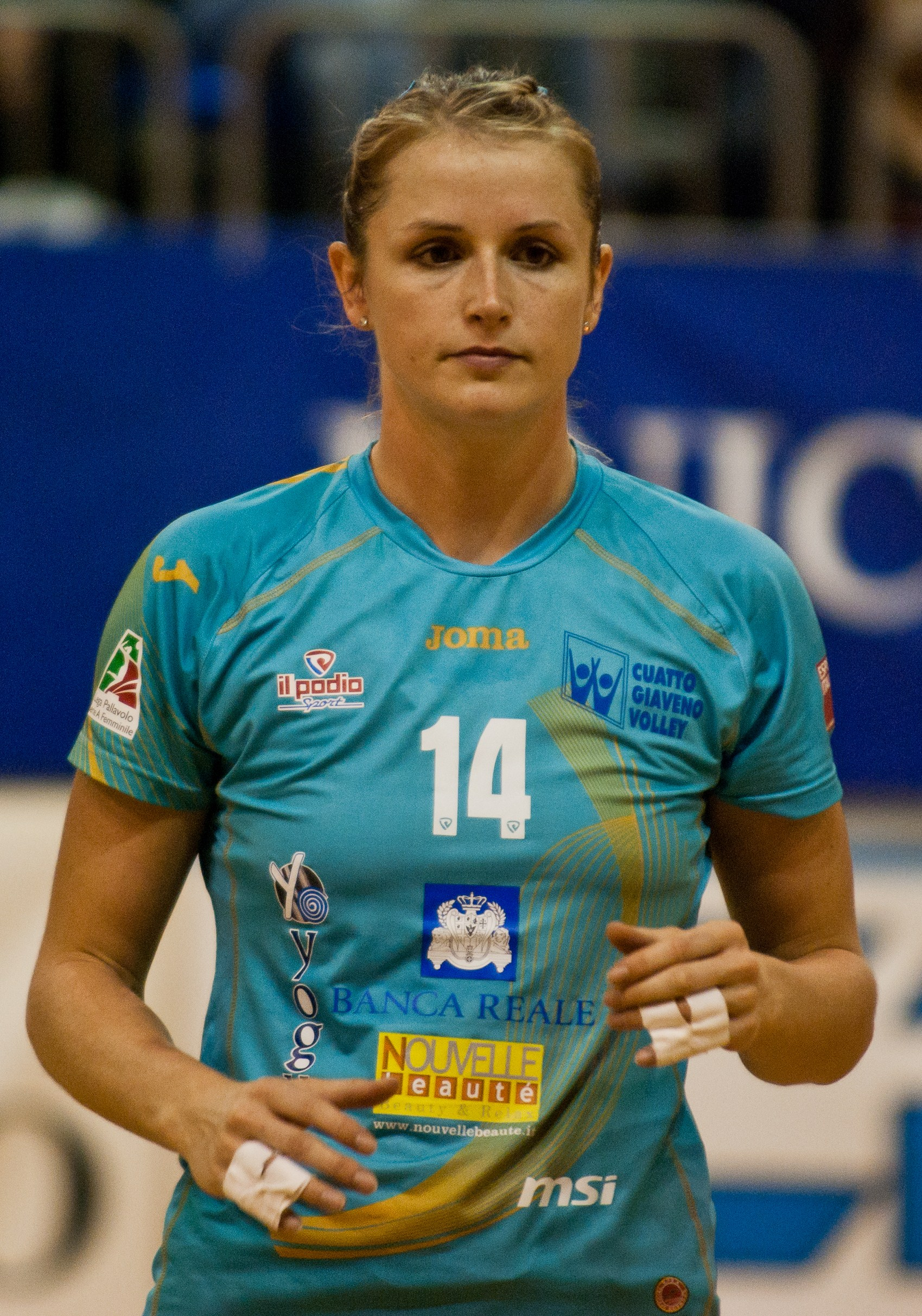
Хайке Байер
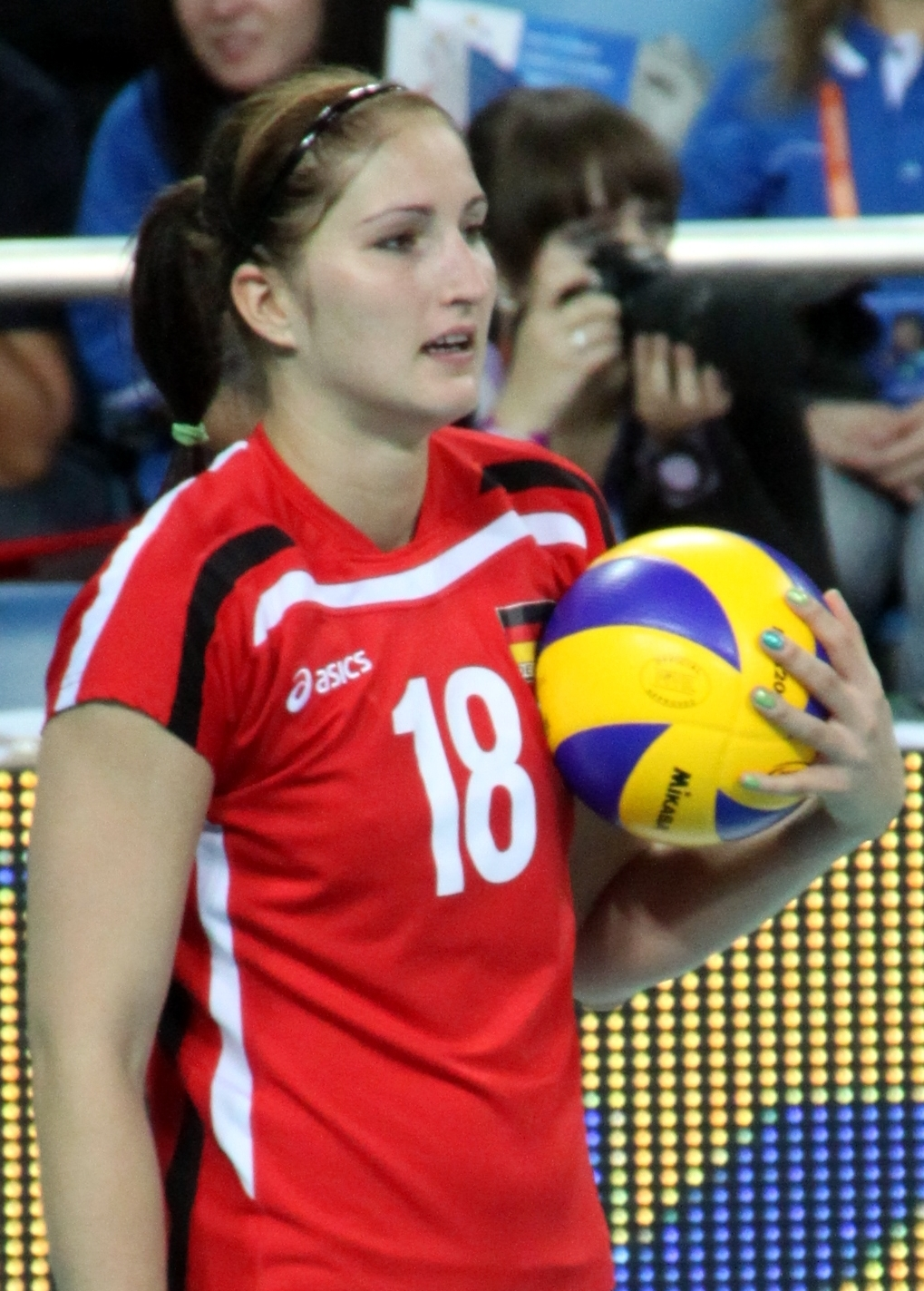
Корина Сушке
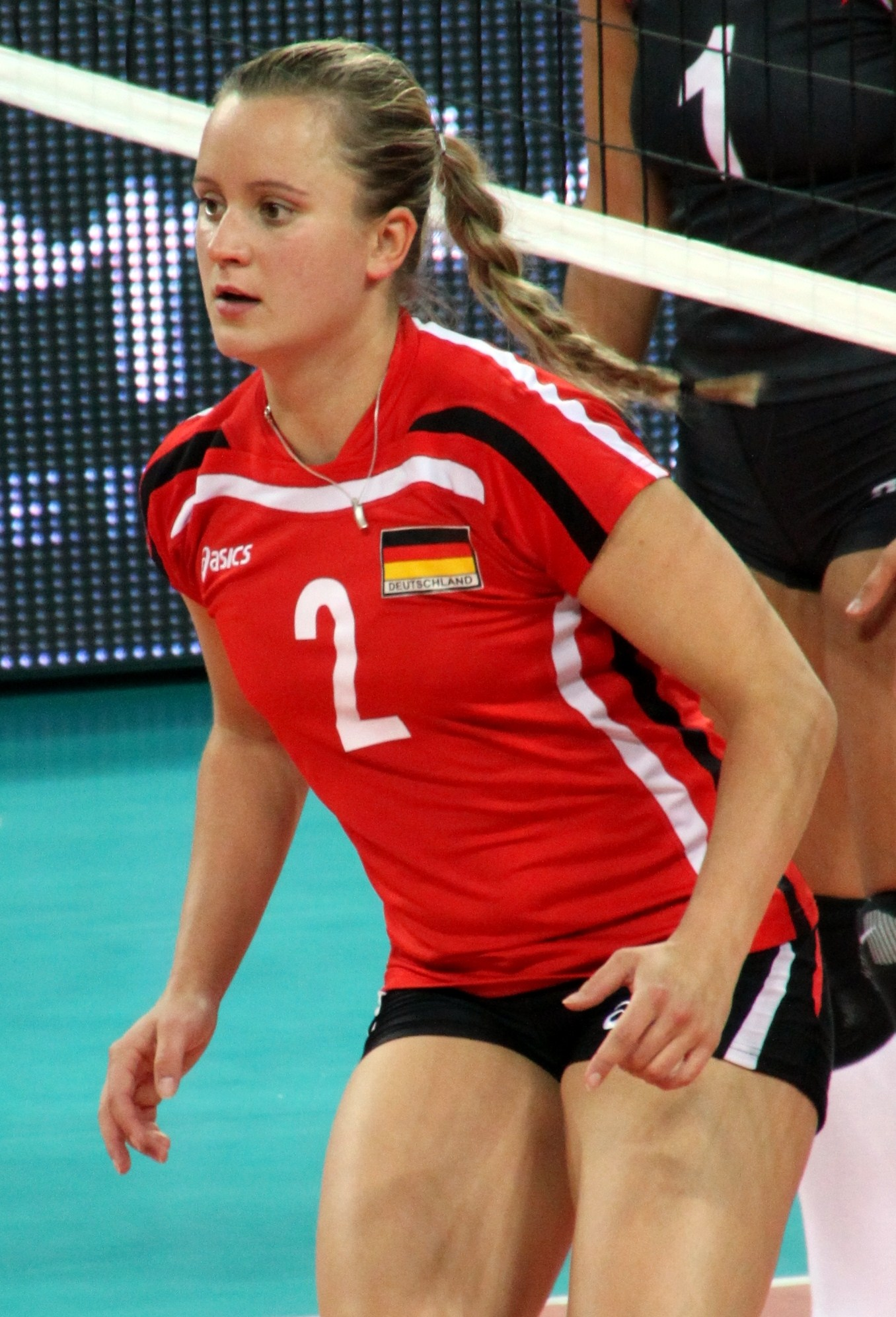
Катлин Вайсс
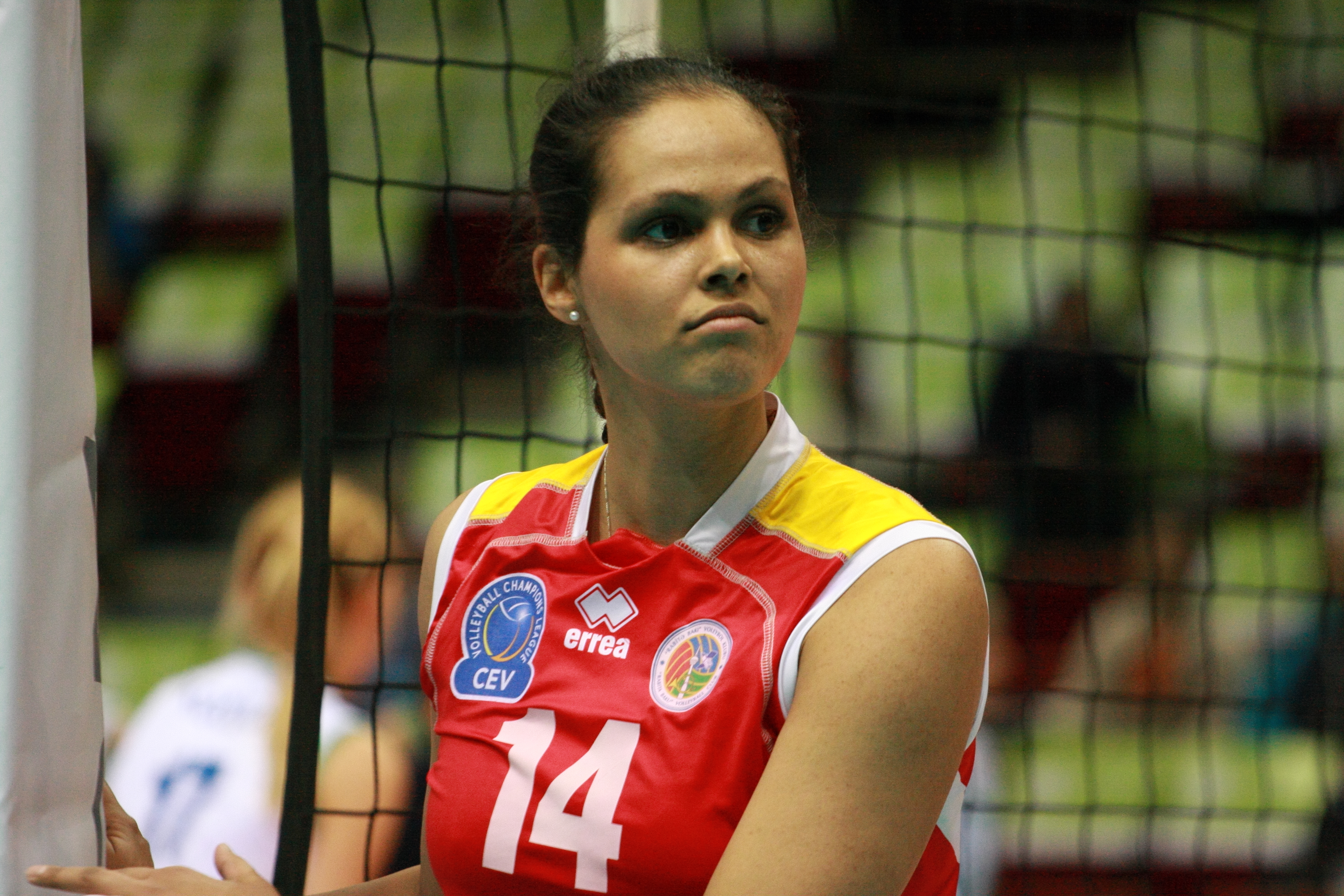
Кати Радцувайт
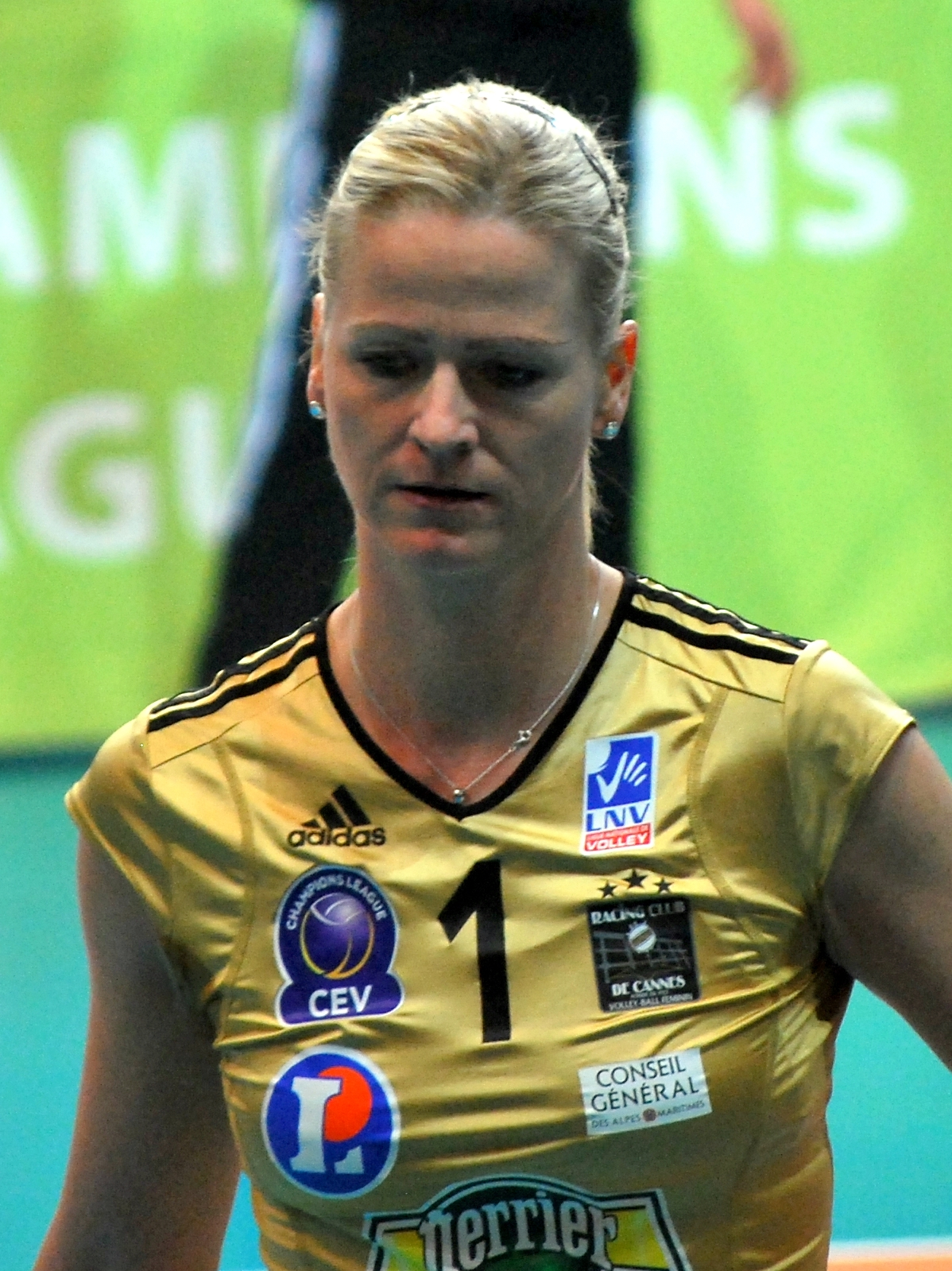
Ханка Пахале
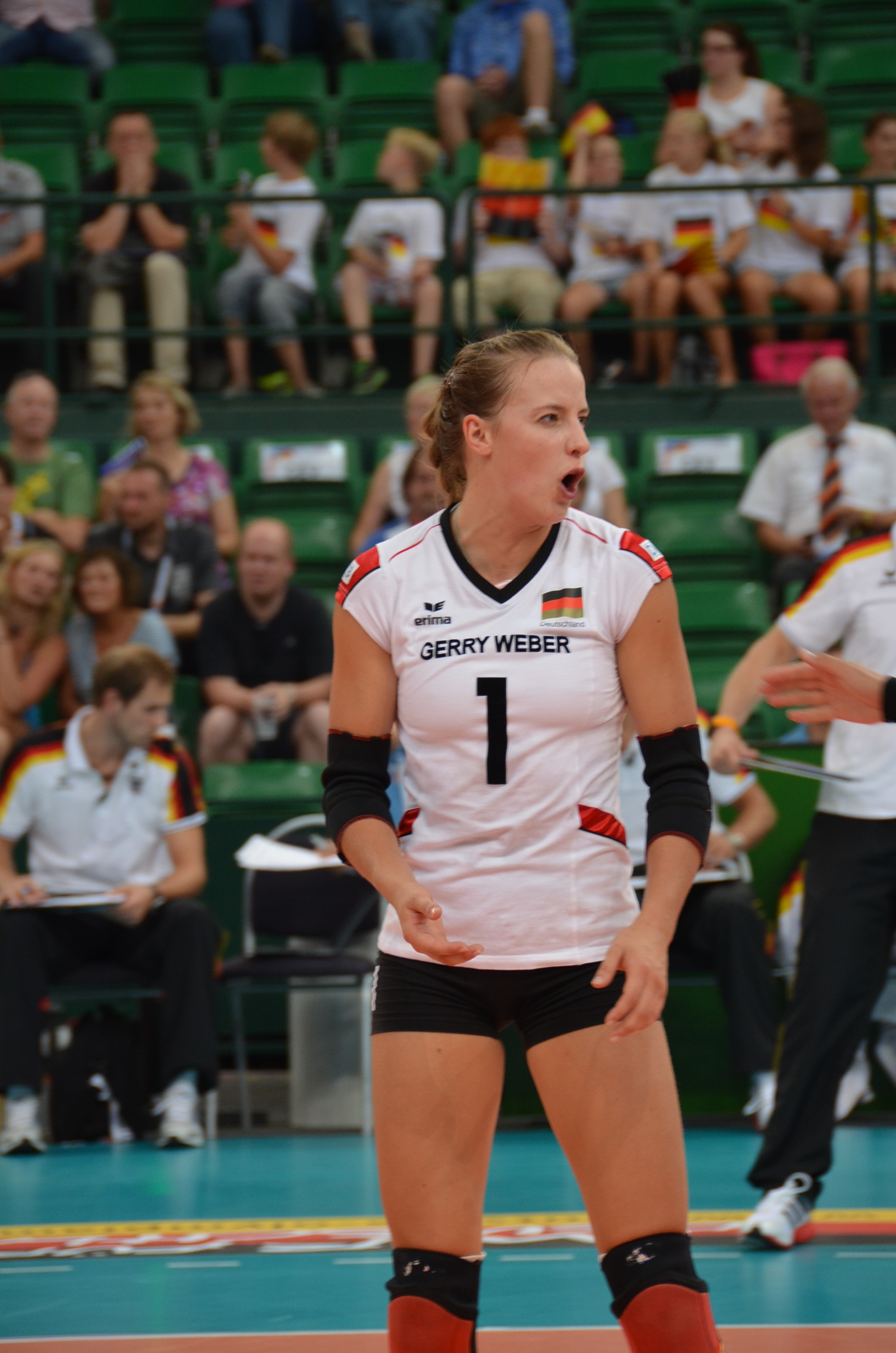
Ленка Дюрр
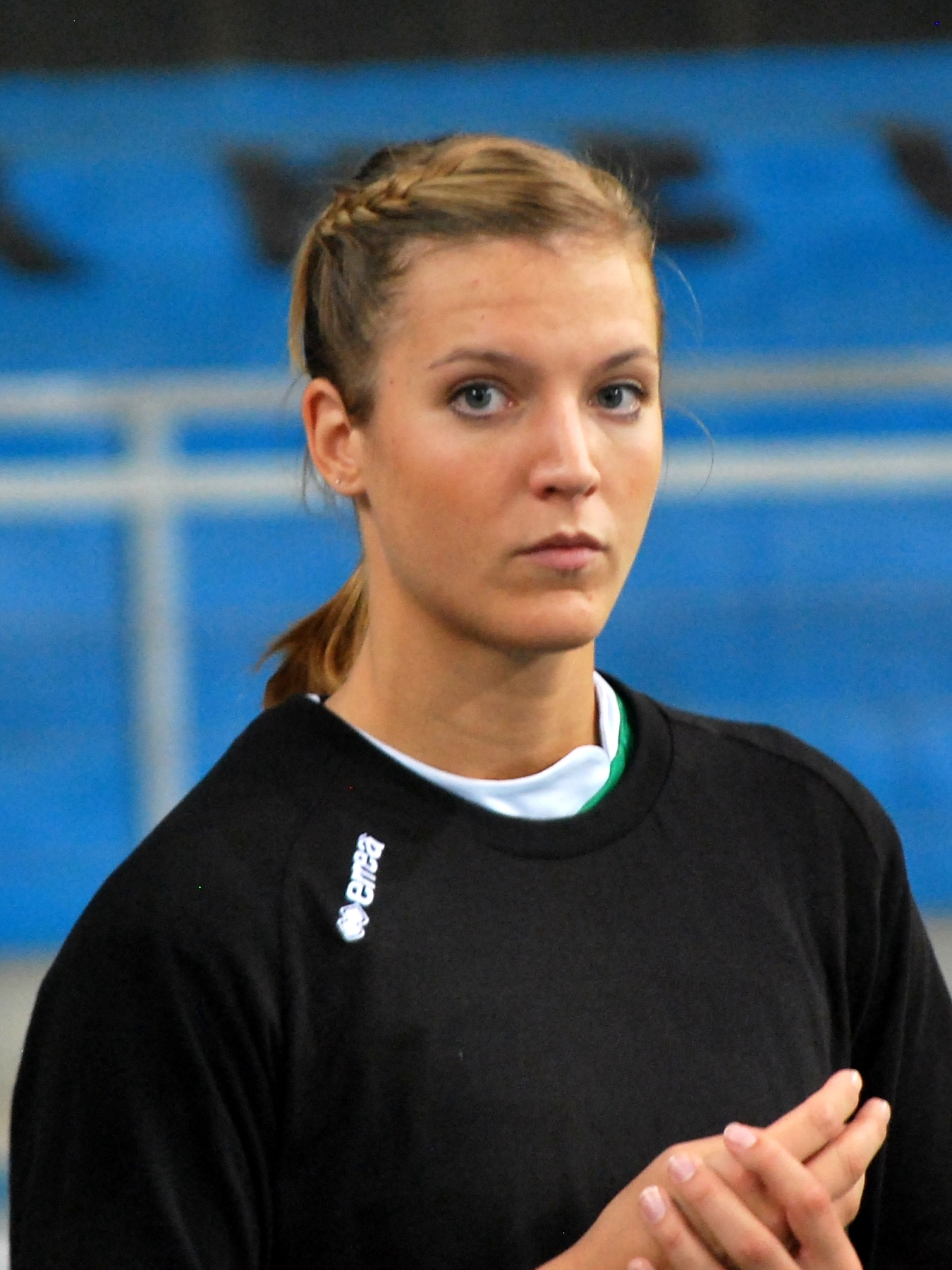
Марен Фромм (Бринкер)
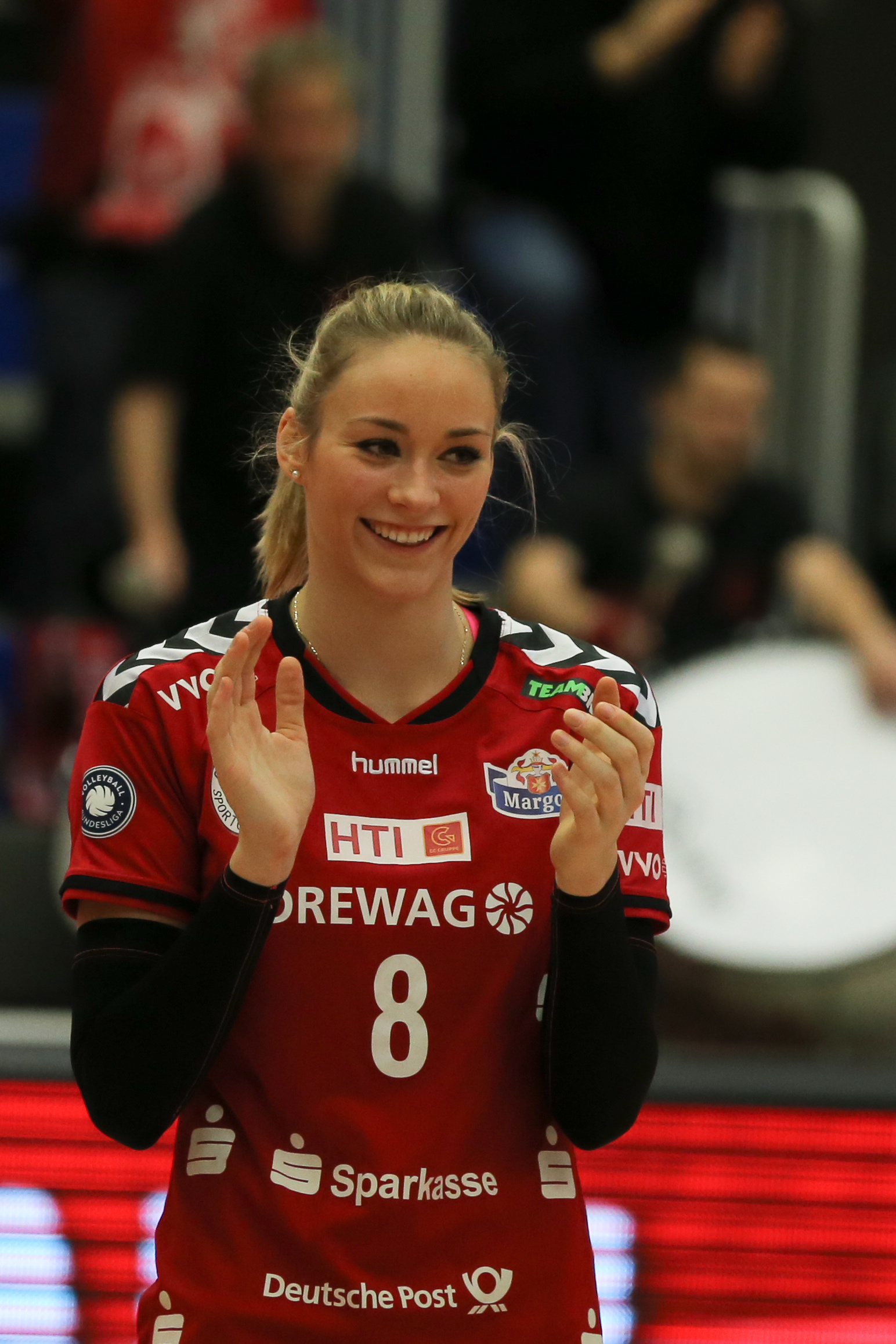
Луиза Липпман
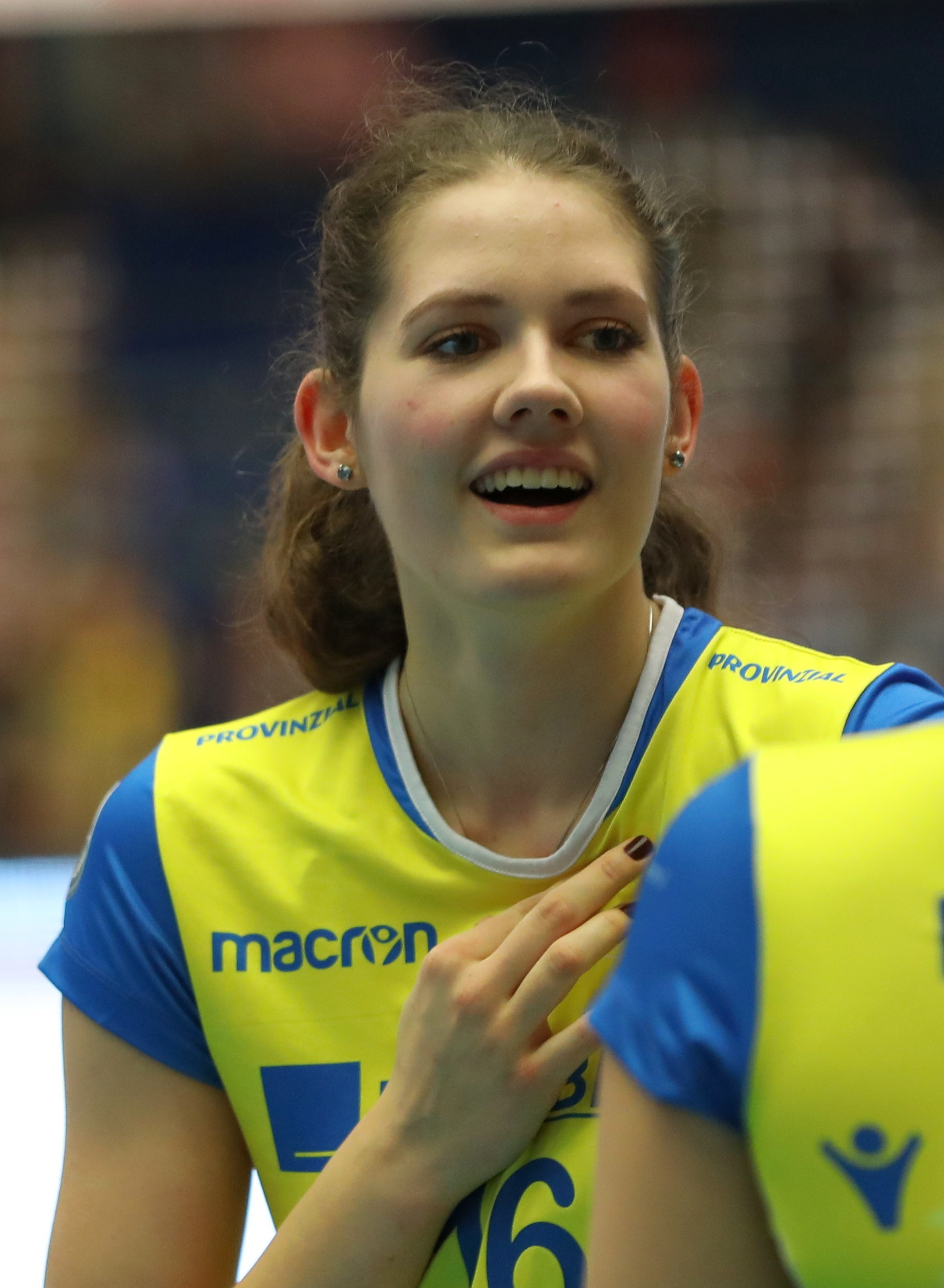
Мари Шёльцель
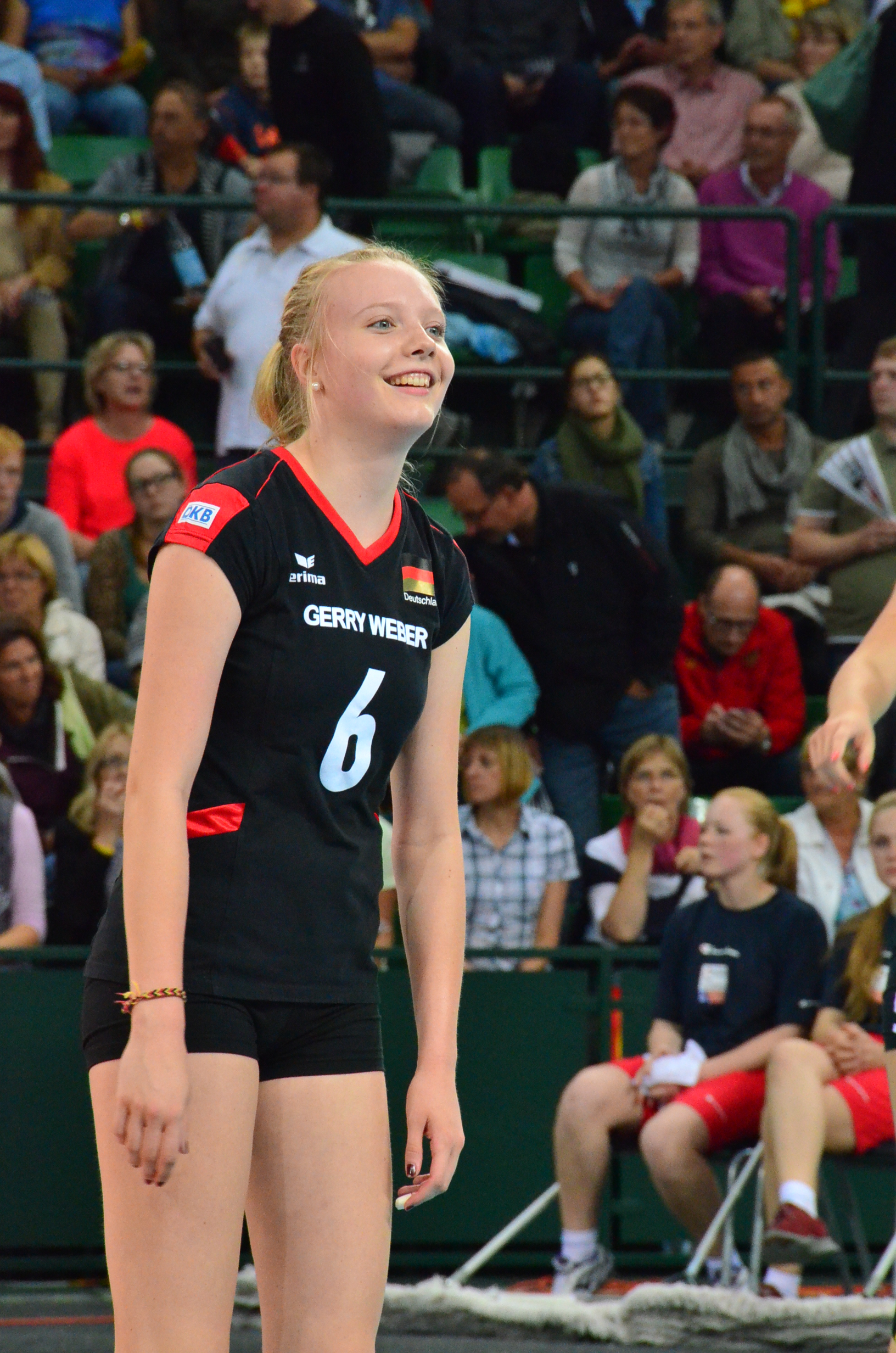
Дженнифер Гертис
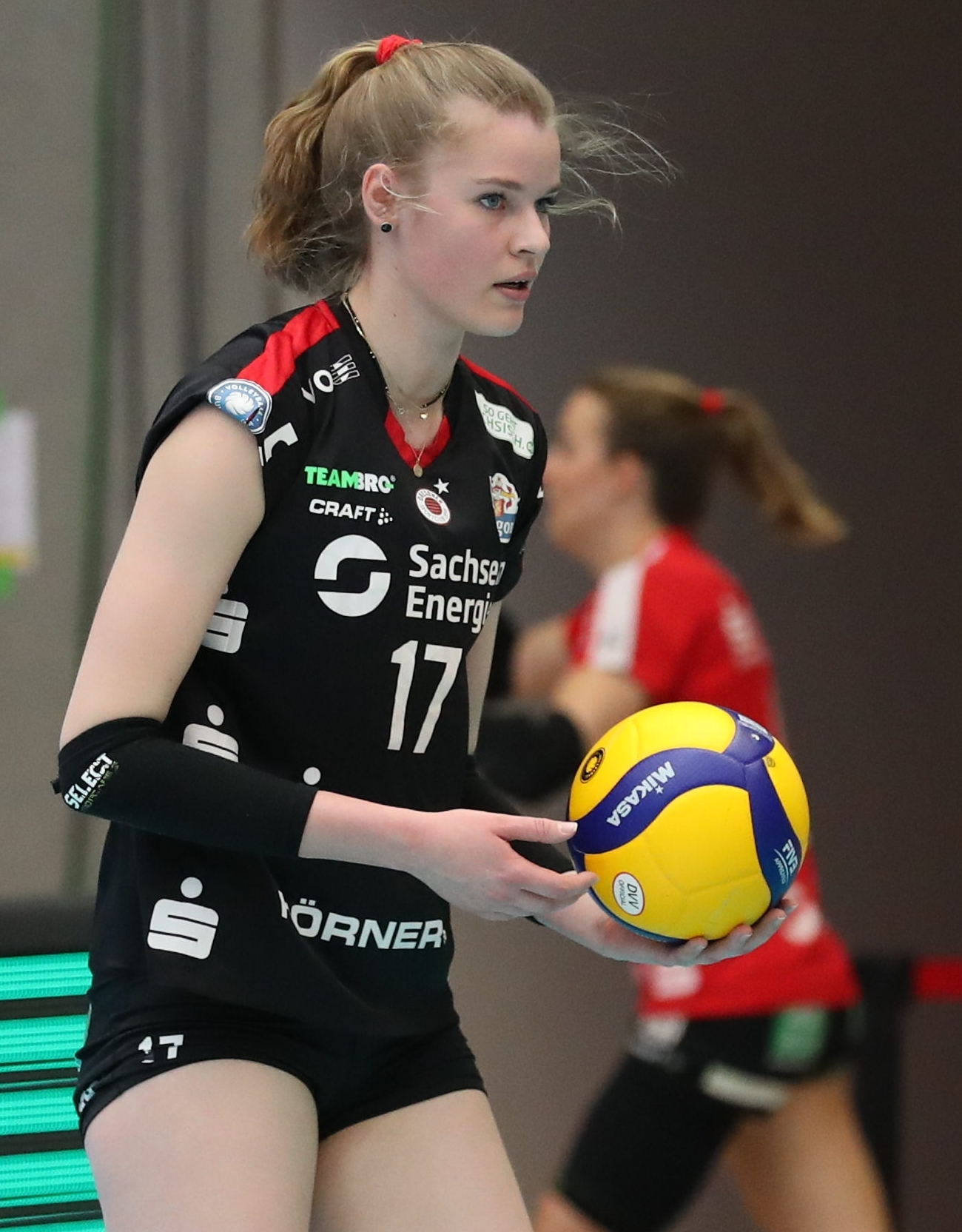
Камилла Вайтцель